# Radyo-GAP
Radyo-GAP ist ein regionales Rundfunkprogramm des staatlichen Rundfunksenders TRT, das seinen Sitz in Diyarbakır hat.
Es verbreitet Unterhaltungsmusik und soziale bzw. kulturelle Nachrichten aus dem Südosten der Türkei.
Den Namen hat Radyo-GAP vom GAP-Entwicklungsprojekt (Güneydoğu Anadolu Projesi, dt.: Südostanatolien-Projekt).
TRT-gap ist das dazugehörige Fernsehprogramm, das im selben Sendegebiet wie Radyo-Gap zu empfangen ist.